# 山东行政区划史

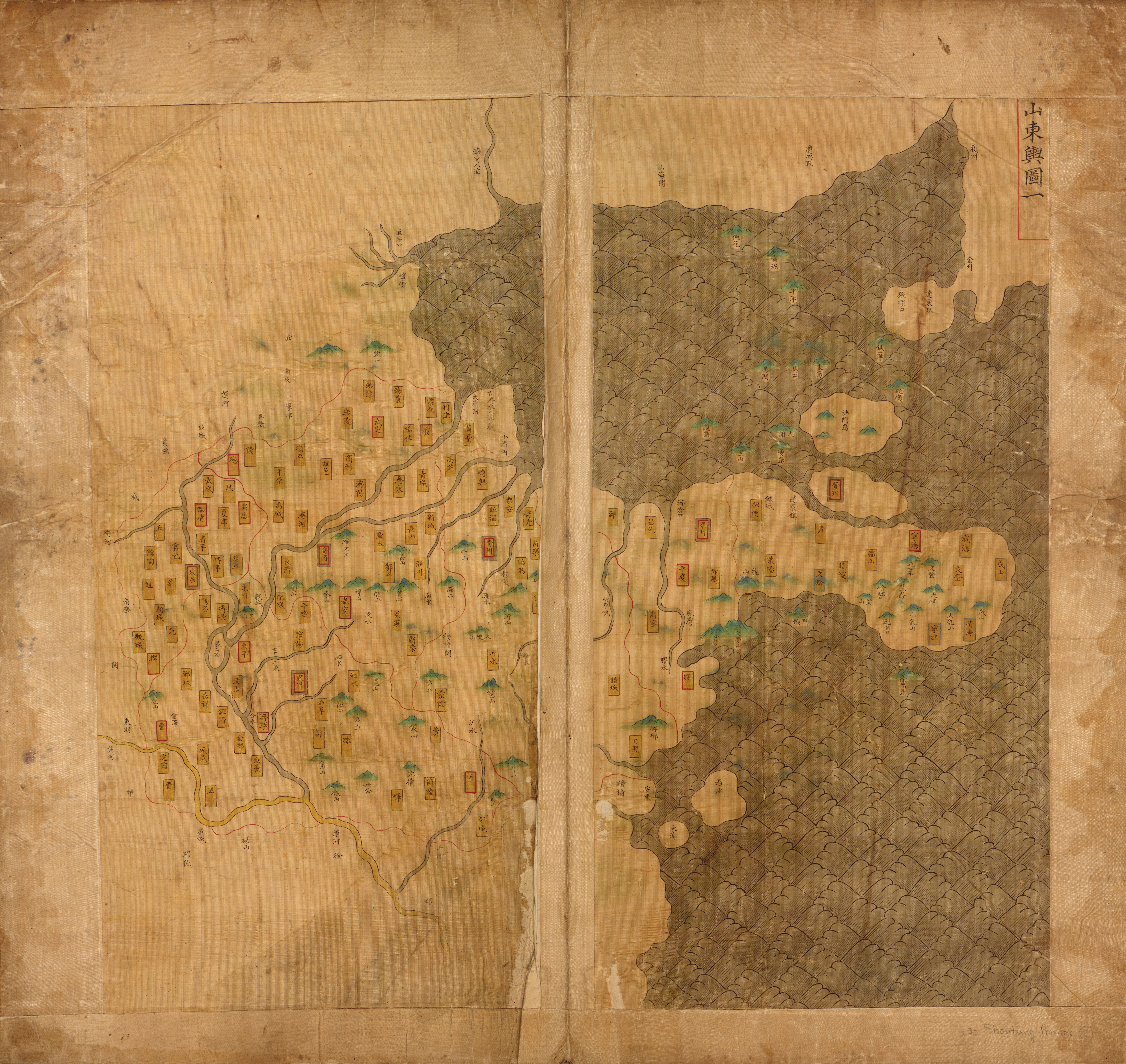
《大明輿地图》中的山東輿圖一

山东行政区划史介绍山东地区行政区划变迁。

## 先秦

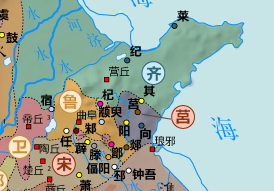
春秋时期山东地区诸侯国

夏朝建立后，各地仍存在许多相对独立的方国和部落，今山东地区多由东夷族各部落控制，其中著名的有薛、蕃、有仍、有缗、三、顾、有莘、有穷、有鬲、过、寒、斟戈氏（斟灌氏）、斟寻氏、费氏、缯、杞氏、观氏等。
山东西南部是商族早期的活动中心，商始祖契都于蕃，相土东都在泰山下。后商族势力扩张并最终建立商朝，但山东一直为其主要的一个活动区域。商朝曾多次迁都，其中有位于今山东地区的。商代，今山东境内的方国主要有奄、薄姑、诸、莒、郯、逢、画、顾、蜀、黎、莱、杞、缯、莘、任等。
西周时期，中国实行分封制，建立了众多的诸侯国。今山东地区有封国40多个，其中以齐、鲁两国最大，也最为知名，他们不仅对山东的历史产生过重大的影响，而且对整个中国的政治、经济、文化有着举足轻重的影响。甚至至今“齐鲁”、“齐鲁之邦”、“齐鲁大地”等仍然是山东省的代称。除了齐鲁两国，今山东地区还有曹、薛、郯、颛臾等几十个国土较小的诸侯国。
春秋时期，各国战争，很多小国被他国吞并。山东地区主要分属齐、鲁两大国，小国还有曹、滕、薛、邾、莒等，另有部分地区分属卫、宋、晋、邢等国。战国时期齐国势力扩张，至战国末年，今山东地区已大部分归齐，只有南部一部分属楚，一部分归赵。
| 姓   | 氏           | 国           | 国都     | 开国君主       | 兴亡年代                         | 备注 |
| ---- | ------------ | ------------ | -------- | -------------- | -------------------------------- | --- |
| 姬姓 | 鲁氏         | 鲁国         | 曲阜     | 伯禽           | 前11世纪 至 前256年              | 周武王封周公旦于鲁（今河南南鲁山），周公旦长子伯禽代为就封。顷公十八年（前255年），楚国攻占鲁国，顷公改封于莒。 |
| 姬姓 | 曹氏         | 曹国         | 陶丘     | 曹叔振铎       | 前11世纪 至 前487年              | 商代已有曹国。周武王封同母弟叔振铎于曹，前487年为宋所灭                                                         |
| 姬姓 |              | 滕国         | 滕       | 错叔绣         | 至 战国中期                      | 周武王封异母弟错叔绣于滕                                                                                        |
| 姬姓 |              | 郕国         | 郕       | 郕叔武         | 前11世纪 至 前408年              | 周武王封同母弟郕叔武于郕，曾长期为鲁国附庸，前408年，为齐国攻灭。                                               |
| 姬姓 |              | 郜国         | 郜       | 周文王第十一子 | 前11世纪 至 西周末期东周初期之际 | 武王所封，最终为宋所灭                                                                                          |
| 姬姓 | 邢氏         | 邢国         | 邢、夷仪 | 邢朋叔         | 前11世纪 至 前635年              | 周成王封周公第四子为邢侯                                                                                        |
| 姬姓 |              | 茅国         | 茅       | 周公第三子     | 前11世纪 至 不详                 | 始封君为周公旦之子                                                                                              |
| 姬姓 | 阳国         |              |          |                |                                  | |
| 姬姓 | 极国         |              |          |                |                                  | |
| 任姓 |              | 薛国         |          |                |                                  | |
| 任姓 | 邳国         |              |          |                |                                  | |
| 任姓 | 邿国         |              |          |                |                                  | |
| 任姓 | 铸国         |              |          |                |                                  | |
| 任姓 | 过国         |              |          |                |                                  | |
| 姜姓 |              | 齐国（姜齐） |          |                |                                  | |
| 姜姓 | 纪国         |              |          |                |                                  | |
| 姜姓 | 州国（淳于） |              |          |                |                                  | |
| 姜姓 | 鄣国         |              |          |                |                                  | |
| 姜姓 | 向国         |              |          |                |                                  | |
| 姜姓 | 国           |              |          |                |                                  | |
| 姜姓 | 逢国         |              |          |                |                                  | |
| 姜姓 | 北齐国       |              |          |                |                                  | |
| 风姓 |              | 任国         |          |                |                                  | |
| 风姓 | 宿国         |              |          |                |                                  | |
| 风姓 | 须句         |              |          |                |                                  | |
| 风姓 | 颛臾         |              |          |                |                                  | |
| 风姓 | 有仍         |              |          |                |                                  | |
| 己姓 |              | 莒国         |          |                |                                  | |
| 己姓 | 顾国         |              |          |                |                                  | |
| 嬴姓 |              | 奄国         |          |                |                                  | |
| 嬴姓 | 郯国         |              |          |                |                                  | |
| 嬴姓 | 徐国         |              |          |                |                                  | |
| 嬴姓 | 淮夷         |              |          |                |                                  | |
| 偃姓 |              | 有鬲         |          |                |                                  | |
| 曹姓 |              | 邾国         |          |                |                                  | |
| 曹姓 | 小邾（郳）   |              |          |                |                                  | |
| 曹姓 | 滥国         |              |          |                |                                  | |
| 妘姓 |              | 偪阳国       |          |                |                                  | |
| 妘姓 | 鄅国         |              |          |                |                                  | |
| 妘姓 | 夷国         |              |          |                |                                  | |
| 董姓 |              |              |          |                |                                  | |
| 妫姓 |              | 田齐         |          |                |                                  | |
| 妫姓 | 遂国         |              |          |                |                                  | |
| 姚姓 |              | 有缗         |          |                |                                  | |
| 姚姓 | 观国         |              |          |                |                                  | |
| 姒姓 |              | 杞国         |          |                |                                  | |
| 姒姓 | 鄫国         |              |          |                |                                  | |
| 姒姓 | 费国         |              |          |                |                                  | |
| 姒姓 | 斟鄩         |              |          |                |                                  | |
| 姒姓 | 斟灌         |              |          |                |                                  | |
| 子姓 |              | 莱国         |          |                |                                  | |
| 子姓 | 谭国         |              |          |                |                                  | |
| 漆姓 |              | 鄋瞒（长狄） |          |                |                                  | |
| 其他 | 其他         | 有穷         |          |                |                                  | |
| 其他 | 其他         | 寒国         |          |                |                                  | |
| 其他 | 其他         | 王寿         |          |                |                                  | |
| 其他 | 其他         | 莘国         |          |                |                                  | |
| 其他 | 其他         | 戎国         |          |                |                                  | |
| 其他 | 其他         | 郭国         |          |                |                                  | |
| 其他 | 其他         | 牟国         |          |                |                                  | |
| 其他 | 其他         | 根牟         |          |                |                                  | |
| 其他 | 其他         | 鄟国         |          |                |                                  | |
| 其他 | 其他         | 薄姑         |          |                |                                  | |
| 其他 | 其他         | 介国         |          |                |                                  | |
| 其他 | 其他         | 甲父         |          |                |                                  | |
| 其他 | 其他         | 厥国         |          |                |                                  | |
| 其他 | 其他         | 贯国         |          |                |                                  | |
| 其他 | 其他         | 於余丘       |          |                |                                  | |
| 其他 | 其他         | 蔑国         |          |                |                                  | |

## 秦代
秦朝全国实行郡县制，即以郡统县的二级行政制度。今山东地区主要有临淄郡、胶东郡、济北郡、琅琊郡和薛郡，另有部分地区分属东郡、砀郡、东海郡、泗水郡和巨鹿郡，共设五十多个县。今山东省境内和跨有山东境的11个郡如下表：
|        |      |                        | |                                                                                                |
| 郡     | 郡治 | 治所今所在地           | 属今山东的辖县（县治今址） | 备注                                                                                           |
| 齐郡   | 临淄 | 今淄博临淄北           | 数目不详，可考有4。除郡治外，其它如下： 1. 千乘（今淄博高青东北） 2. 狄县（今高青东南） 3. 东平安（今临淄东北） |                                                                                                |
| 琅邪郡 | 琅邪 | 今青岛黄岛南           | 数目不详，可考有2。除郡治外，其它如下： 1. 莒县（与今相同） | 该郡东南一角今属江苏                                                                           |
| 济北郡 | 博阳 | 今泰安东南             | 数目不详，可考有8。除郡治外，其它如下： 1. 鬲县（今德州） 2. 平原（今德州平原西南） 3. 著县（今济南济阳西北） 4. 漯阴（今济南济阳西南） 5. 历城（今济南历下） 6. 卢县（今济南长清西南） 7. 嬴县（今莱芜西北） | 该郡由齐郡分出；北部一角今属河北                                                               |
| 胶东郡 | 即墨 | 今青岛平度东南         | 数目不详，可考有4。除郡治外，其它如下： 1. 高密（今潍坊高密西南） 2. 腄县（今烟台福山） 3. 黄县（今烟台龙口东） | 该郡由琅邪郡分出                                                                               |
| 东海郡 | 郯县 | 今临沂郯城西北         | 数目不详，可考有4。除郡治外，其它如下： 1. 缯县（今临沂苍山西北） 2. 兰陵（今临沂苍山西南） 3. 襄贲（今临沂苍山南） | 仅该郡西北部今属山东，相当于临沂苍山及郯城一带                                                 |
| 薛郡   | 鲁县 | 今济宁曲阜             | 数目不详，可考有12。除郡治外，其它如下： 1. 须昌（今泰安东平西北） 2. 无盐（今泰安东平东南） 3. 张县（今泰安东平西南） 4. 瑕县（今济宁兖州北） 5. 驺县（今济宁邹城） 6. 平阳（今济宁邹城西北） 7. 亢父（今济宁西南） 8. 方与（今济宁鱼台西北） 9. 胡陵（今济宁鱼台东南） 10. 滕县（今枣庄滕州西南） 11. 薛县（今枣庄薛城） |                                                                                                |
| 东郡   | 濮阳 | 今河南濮阳西南         | 数目不详，可考有10，如下： 1. 聊城（今聊城东昌府区） 2. 茌平（今聊城茌平西南） 3. 东阿（今聊城东阿西南） 4. 范县（今济宁梁山西北） 5. 鄄城（今菏泽鄄城西北） 6. 都关（今菏泽郓城西） 7. 城阳（今菏泽郓城西南） 8. 宛朐（今菏泽东明西南） 9. 定陶（今菏泽定陶西北） 10. 成武（与今相同）                                    | 该郡地跨今山东、河南，东部今属山东                                                             |
| 砀郡   | 砀县 | 今河南永城东北         | 数目不详，可考有4，如下： 1. 爰戚（今济宁金乡东北） 2. 东缗（今济宁金乡） 3. 昌邑（今菏泽巨野南） 4. 单父（今菏泽单县） | 该郡地跨今山东、河南及安徽，北部的一部分今属山东                                               |
| 泗水郡 | 相县 | 今安徽淮北濉溪西北     | 数目不详，可考有2，如下： 1. 戚县（今枣庄薛城西北） 2. 傅阳（今枣庄台儿庄西南） | 该郡地跨今江苏、山东、河南及安徽，北部的一部分今属山东                                         |
| 巨鹿郡 | 巨鹿 | 今河北邢台平乡西南     | 该郡地跨今山东、河北。该郡东南部今属山东，相当于今德州武城，聊城临清、高唐，该地区辖县均不可考 | 该郡地跨今山东、河北。该郡东南部今属山东，相当于今德州武城，聊城临清、高唐，该地区辖县均不可考 |
| 邯郸郡 | 邯郸 | 今河北省邯郸市城区西南 | 该郡地跨今山东、河南及河北。该郡东部的一部分今属山东，相当于今聊城冠县一带，该地区辖县均不可考 | 该郡地跨今山东、河南及河北。该郡东部的一部分今属山东，相当于今聊城冠县一带，该地区辖县均不可考 |

## 汉朝

### 西汉
汉朝建立后，实行郡国并行的制度。汉初，山东地区大部为齐悼惠王刘肥的封地。后多次变化，汉武帝刺史部，山东地域的主要有青、兖、徐三刺史各部之地。冀、幽、豫三刺史部各有不少地区延伸到山东境内。
| 刺史部 | 郡     | 郡治                       | 所领县及侯国属今山东地区的（侯国后加“*”） | 备注                                                                               |
| ------ | ------ | -------------------------- | --- | ---------------------------------------------------------------------------------- |
| 青州   | 东莱郡 | 掖县（今烟台市莱州）       | 平度、卢乡、当利、阳乐*、阳石、临朐、曲成、县、徐乡、黄县、牟平、育梨、腄县、东牟、不夜、昌阳                                                                  | 可能为胶东国析置                                                                   |
| 青州   | 北海郡 | 营陵（今潍坊市昌乐东南）   | 安丘、淳于、胶阳*、平城*、密乡*、都昌、斟县、平寿、柳泉*、益县、寿光、平望*、饶国*、成乡*、桑犊、剧国*、剧魁*、乐望*、瓡国、平的、羊石、乐都、石乡、上乡、新成 | 景帝二年（前155）置                                                                |
| 青州   | 齐郡   | 临淄（今淄博市临淄西北）   | 广县、临朐、昌国、西安、利县、钜定、台乡、广饶、昭南、北乡*、平广*                                                                                             | 前201年，刘肥封齐王，齐郡为齐国七郡之一。参见：西汉齐国沿革简表                    |
| 青州   | 千乘郡 | 千乘（今淄博市高青东北）   | 延乡*、高宛、博昌、平安*、高昌*、被阳*、狄县、东邹、安乐*、建信、溼沃、蓼城、琅槐、繁安*                                                                       | 齐国置，后齐国除为郡，千乘郡归汉                                                   |
| 青州   | 平原郡 | 平原（今德州市平原南）     | 楼虚*、瑗县、羽国*、龙頟*、祝阿、阿阳、高唐、漯阴、安德、重丘、鬲县、平昌*、般县、朸县、乐陵、富平*、合阳*                                                     | 济北国置，后归汉                                                                   |
| 青州   | 济南郡 | 东平陵（今济南市章丘西北） | 历城、台县、土鼓、般阳、于陵、阳丘、猇国*、梁邹、邹平、朝阳*、著县、宜成*、菅县                                                                                | 曾为齐国支郡，后曾属吕国、济北国或汉，曾置为济南国。                               |
| 兖州   | 泰山郡 | 奉高（今泰安东北）         | 卢县、茌县、肥城、虵丘、刚县、桃乡*、桃山*、宁阳*、乘丘、钜平、博县、梁父、柴县、东平阳、蒙阴、南武阳、华县、盖县、莱芜、牟县、嬴县、富阳、式县                |                                                                                    |
| 兖州   | 山阳郡 | 昌邑（今济宁市金乡西北）   | 薄县、单父、乐平*、郜成*、成武、西阳*、方与、湖陵、乐缗、爰戚*、钜野、城都*、都关、橐县、南平阳、瑕丘、中乡*、栗乡*、曲乡*、甾乡*、郑国*                       | 曾为昌邑国。初领县十余，后并入一些侯国，共23个，除昌邑、黄县（今属河南），前列21县 |
| 兖州   | 济阴郡 | 定陶（今菏泽市定陶西北）   | |                                                                                    |
| 兖州   | 东郡   | 濮阳（今河南濮阳西南）     | |                                                                                    |
| 徐州   | 琅邪郡 | 东武（今潍坊市诸城）       | |                                                                                    |
| 徐州   | 东海郡 | 郯县（今临沂市郯城）       | |                                                                                    |
| 冀州   | 清河郡 | 清阳（今河北清河东南）     | |                                                                                    |
| 幽州   | 勃海郡 | 浮阳（今河北沧州东南）     | |                                                                                    |

| 国   | 国都                     | 所领郡县 |
| ---- | ------------------------ | --- |
| 齐国 | 临淄（今淄博市临淄西北） | - 汉四年（前203年），封韩信为齐王，领田齐故地。汉五年，韩信改封楚王，齐地归汉，为临菑、济北、胶东、琅邪四郡 - 汉高帝五年、六年间，分济北郡置博阳郡，分琅邪郡置胶西郡、城阳郡。 - 汉六年，置齐国，封刘肥为齐王，领临菑郡、博阳郡（后改称济南郡）、济北郡、胶东郡、胶西郡、琅邪郡、城阳郡七郡七十三县，“诸民能齐言者，皆与齐”。后城阳郡成为鲁元公主的汤沐邑，济南郡为吕国，琅邪郡为琅邪国。文帝元年（前179年），三郡复归齐。二年（前178年），分齐之剧郡为城阳国，济北郡为济北国。十五年（前165年），齐文王刘则薨，无嗣国除，五郡俱归汉。 - 文帝十六年（前164年），封刘肥之子杨虚侯刘将闾为齐王，此时高帝时的齐国故地已形成了七国一郡，齐国仅为其中之一。之后齐或为国或为郡，所领县也有变动。 |

### 新
王莽建立新朝后，托古改制，更改了很多郡县的名称。其中山东地区的有琅邪郡更名为“填夷”，齐郡更名为“济南”等等。

## 宋金元

北宋京东东路和京东西路区划图

至道三年（997）定天下为15路，今山东属于京东路。熙宁五年（1072年）正式分京东路为京东东、京东西二路。 山东大部属于京东东路，鲁西南属于京东西路。
建炎年间全境沦于金国，京東東路和京东西路建制废除。金国在此设置山东东路和山东西路，元朝在此设置中书省山东东西道宣慰司。

## 明代
| 府     | 附郭县 | 散州、厅                | 县 |
| ------ | ------ | ----------------------- | --- |
| 济南府 | 历城县 | 泰安州 武定州 德州 滨州 | 章邱县 邹平县 淄川县 长山县 新城县 齐东县 济阳县 齐河县 长清县 禹城县 临邑县 陵县 德平县 平原县 肥城县 莱芜县 新泰县 青城县 商河县 乐陵县 阳信县 海丰县 霑化县 利津县 蒲臺县 |
| 东昌府 | 聊城县 | 临清州 高唐州 濮州      | 堂邑县 博平县 荏平县 清平县 莘县 冠县 馆陶县 恩县 武城县 夏津县 邱县 范县 观城县 朝城县                                                                                      |
| 兖州府 | 滋阳县 | 济宁州 沂州 曹州 东平州 | 曲阜县 邹县 泗水县 宁阳县 汶上县 滕县 峄县 阳谷县 寿张县 金乡县 嘉祥县 鱼台县 郯城县 费县 定陶县 钜野县 单县 城武县 曹县 郓城县 平阴县 东阿县                                |
| 登州府 | 蓬莱县 | 宁海州                  | 黄县 福山县 招远县 栖霞县 莱阳县 文登县 |
| 莱州府 | 掖县   | 胶州 平度州             | 潍县 昌邑县 高密县 即墨县 |
| 青州府 | 益都县 | 莒州                    | 临淄县 博兴县 高苑县 乐安县 寿光县 临朐县 安邱县 昌乐县 诸城县 日照县 沂水县 蒙阴县                                                                                          |

## 清代
以下是1820年山东省行政区划：
| 府         | 附郭县 | 散州、厅    | 县                                                                                              |
| ---------- | ------ | ----------- | ----------------------------------------------------------------------------------------------- |
| 济南府     | 历城县 | 德州        | 章邱县 邹平县 淄川县 长山县 新城县 齐东县 济阳县 齐河县 长清县 禹城县 临邑县 陵县 德平县 平原县 |
| 东昌府     | 聊城县 | 高唐州      | 堂邑县 博平县 荏平县 清平县 莘县 冠县 馆陶县 恩县                                               |
| 泰安府     | 泰安县 | 东平州      | 肥城县 平阴县 东阿县 莱芜县 新泰县                                                              |
| 武定府     | 惠民县 | 滨州        | 青城县 商河县 乐陵县 阳信县 海丰县 霑化县 利津县 蒲臺县                                         |
| 兖州府     | 滋阳县 | /           | 曲阜县 邹县 泗水县 宁阳县 汶上县 滕县 峄县 阳谷县 寿张县                                        |
| 沂州府     | 兰山县 | 莒州        | 郯城县 费县 日照县 沂水县 蒙阴县                                                                |
| 曹州府     | 菏泽县 | 濮州        | 定陶县 钜野县 郓城县 单县 城武县 曹县 范县 观城县 朝城县                                        |
| 登州府     | 蓬莱县 | 宁海州      | 黄县 福山县 招远县 栖霞县 莱阳县 文登县 荣成县 海阳县                                           |
| 莱州府     | 掖县   | 胶州 平度州 | 潍县 昌邑县 高密县 即墨县                                                                       |
| 青州府     | 益都县 | /           | 博山县 临淄县 博兴县 高苑县 乐安县 寿光县 临朐县 安邱县 昌乐县 诸城县                           |
| 临清直隶州 | /      | /           | 武城县 夏津县 邱县                                                                              |
| 济宁直隶州 | /      | /           | 金乡县 嘉祥县 鱼台县                                                                            |

| 山东省行政区划图（1820年）                                                          |
| 济南府 东昌府 泰安府 武定府 临清州 登州府 莱州府 青州府 兖州府 沂州府 曹州府 济宁州 |

## 中华民国

### 北洋时期

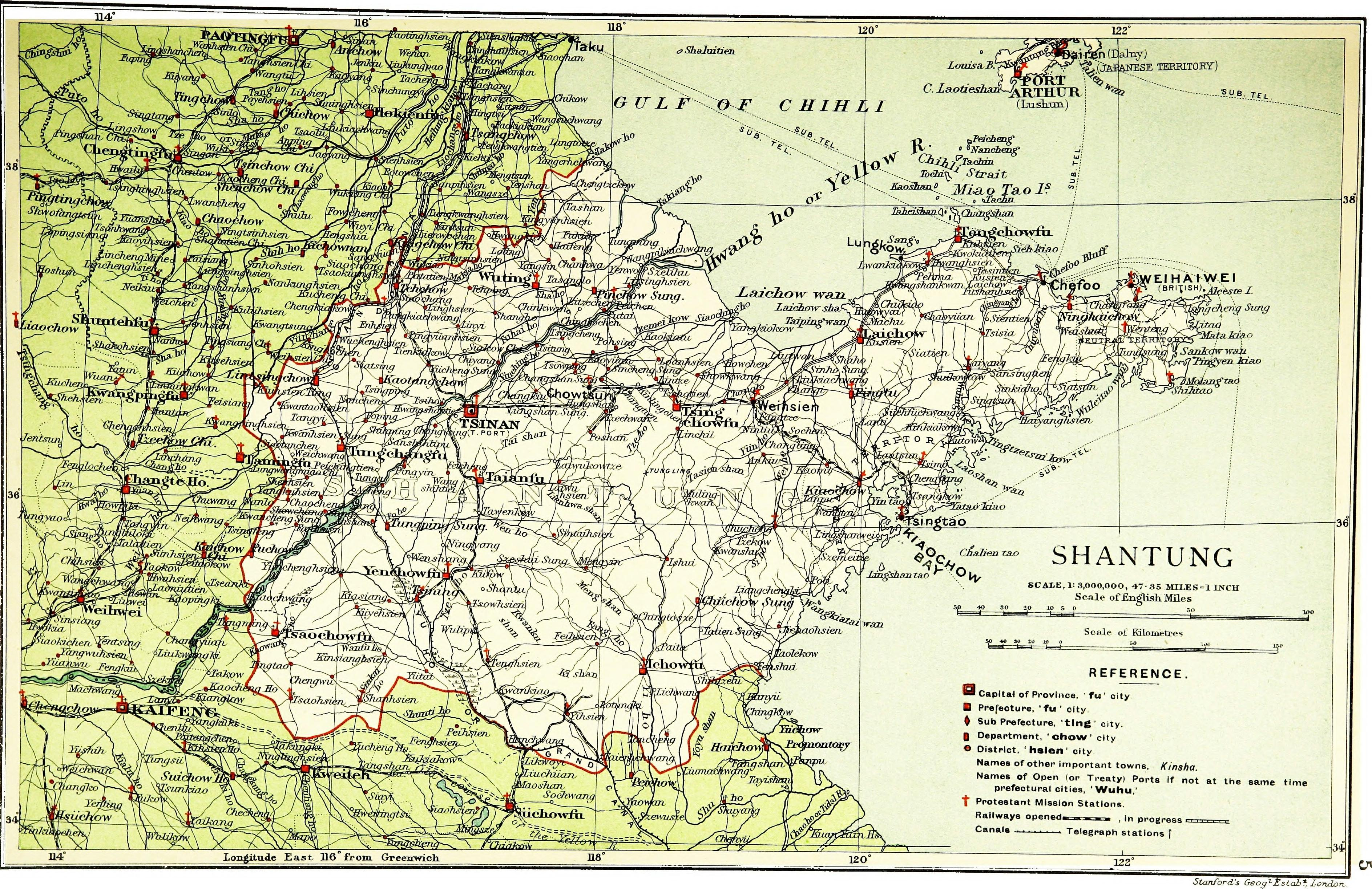
1917年的山东省地图

民国元年初，山东行政区划沿用清末旧制，为3道、10府、3个直隶州、8个府辖州，96县。至民国二年（1913年）1月，废除清朝的府、州，但沿用道制，为省、道、县三级。2月，依据北京政府公布的《划一现行各道地方行政官厅组织令》，山东由原“济东泰武临道”、“兖沂曹济道”、“登莱青胶道”3道，改为岱北道、岱南道、济西道、胶东道等4道观察使，共辖107县。民国三年（1914年）6月3日，内务部奉袁世凯申令，公布各省、道区域名称，将山东的岱北道改称济南道、岱南道改称济宁道、济西道改称东临道，胶东道依旧。民国十四年（1925年）10月22日，山东督办兼省长张宗昌重划为济南、东昌、泰安、武定、德临、淄清、莱胶、东海、兖济、琅琊、曹濮等11道。民国十七年（1928年）4月30日，张宗昌被北伐军逐出山东，各道被废除。各道辖区如下：
1. 济南道：民国二年（1913年）1月置岱北道，观察使驻历城县（今济南市）。民国三年（1914年）5月改名。道尹仍驻历城县，为繁要缺，一等。辖历城、章丘、邹平、淄川、长山、桓台、齐河、齐东、济阳、长清、泰安、新泰、莱芜、肥城、惠民、阳信、无棣、滨县、利津、乐陵、霑化、蒲台、商河、青城、博兴、高苑、博山等27县。民国十四年（1925年）10月辖区缩小，辖历城、章丘、邹平、淄川、长山、桓台、齐河、齐东、济阳、长清等10县。民国十七年（1928年）5月废。
2. 济宁道：民国二年（1913年）1月置岱南道，观察使驻滋阳县（今兖州市城区）。民国三年（1914年）5月改名。道尹为要缺，二等，驻济宁县（今济宁市城区）。辖济宁、滋阳、曲阜、宁阳、邹县、滕县、泗水、汶上、峄县、金乡、嘉祥、鱼台、临沂、郯城、费县、蒙阴、莒县、沂水、菏泽、曹县、单县、城武、定陶、巨野、郓城等25县。民国十四年（1925年）废。
3. 东临道：民国二年（1913年）1月置济西道，观察使驻聊城县（今聊城市城区）。民国三年（1914年）5月改名。道尹为简缺，三等。辖聊城、堂邑、博平、茌平、清平、莘县、冠县、馆陶、高唐、恩县、临清、武城、夏津、丘县、德县、德平、平原、陵县、临邑、禹城、东平、东阿、平阴、阳谷、寿张、濮县、朝城、观城、范县等29县。民国十四年（1925年）废。
4. 胶东道：民国二年（1913年）1月置。观察使驻福山县烟台（今烟台市城区）。道尹为繁要缺，一等。辖福山、蓬莱、黄县、栖霞、招远、莱阳、牟平、文登、荣城、海阳、掖县、平度、潍县、昌邑、胶县、高密、即墨、益都、临淄、广饶、寿光、昌乐、临朐、安丘、诸城、日照等26县。民国十四年（1925年）废。
5. 东昌道：民国十四年（1925年）10月，山东督办兼省长张宗昌置。道尹驻聊城县。辖聊城、堂邑、博平、茌平、清平、莘县、冠县、馆陶、高唐、丘县、阳谷、寿张等12县。民国十七年（1928年）5月废。
6. 泰安道：民国十四年（1925年）10月，山东督办兼省长张宗昌置。道尹驻泰安县。辖泰安、肥城、新泰、莱芜、东平、东阿、平阴等7县。民国十七年（1928年）5月废。
7. 武定道：民国十四年（1925年）10月，山东督办兼省长张宗昌置。道尹驻惠民县。辖惠民、阳信、无棣、滨县、利津、乐陵、霑化、蒲台、商河、青城等10县。民国十七年（1928年）5月废。
8. 德临道：民国十四年（1925年）10月，山东督办兼省长张宗昌置。辖德县、德平、平原、陵县、临邑、禹城、恩县、临清、武城、夏津等10县。民国十七年（1928年）5月废。
9. 淄青道：民国十四年（1925年）10月，山东督办兼省长张宗昌置。辖益都、博山、临淄、博兴、高宛、广饶、寿光、昌乐、临朐等9县。民国十七年（1928年）5月废。
10. 莱胶道：民国十四年（1925年）10月，山东督办兼省长张宗昌置。道尹驻胶县。辖胶县、高密、即墨、掖县、平度、潍县、昌邑、安丘、诸城等9县。民国十七年（1928年）5月废。
11. 东海道：民国十四年（1925年）10月，山东督办兼省长张宗昌置。道尹驻福山县烟台县。辖福山、蓬莱、黄县、栖霞、招远、莱阳、牟平、文登、荣成、海阳等10县。民国十七年（1928年）5月废。
12. 兖济道：民国十四年（1925年）10月，山东督办兼省长张宗昌置。道尹驻济宁县。辖济宁、滋阳、曲阜、宁阳、邹县、滕县、泗水、汶上、峄县、金乡、嘉祥、鱼台等12县。民国十七年（1928年）5月废。
13. 琅琊道：民国十四年（1925年）10月，山东督办兼省长张宗昌置。道尹驻临沂县。辖临沂、日照、郯城、莒县、沂水、费县、蒙阴等7县。民国十七年（1928年）5月废。
14. 曹濮道：民国十四年（1925年）10月，山东督办兼省长张宗昌置。辖菏泽、曹县、单县、城武、定陶、巨野、郓城、濮县、朝城、观城、范县等11县。民国十七年（1928年）5月废。

### 国民政府时期
1926年，国民政府自广州开始北伐，1928年12月29日，东北易帜，国家实现名义上的统一。
1928年6月，国民政府废除道制，实行省、县两级制。 民国三十八年（1949年）以前，全省辖有3个省辖市，108个县，1个设治局，16个行政督察区：
行政督察区
民国二十四年（1935年）2月，山东省呈准以济宁等14县暂设第一行政督察区。民国二十五年(1936年)，国民政府又颁发《行政督察专员公署组织暂行条例》；同年，山东省政府制定《山东省分区设置行政督察专员公署暂行规程》，将全省划分为12个行政督察区，各区设专员兼本区保安司令。时仅设立第一区、第二区、第三区行政督察区，次年，又设立第四区、第五区、第六区、第七区等4个行政督察区。其余各县未及设立督察区，仍直接隶属于省。芦沟桥事变爆发前，各行政督察专员公署及其辖区如下：

- “第一区行政督察区专员公署”，驻济宁县；辖济宁县、汶上县、东平县、嘉祥县、鱼台县、滕县、邹县、滋阳县、曲阜县、宁阳县计10县。
- “第二区行政督察区专员公署”，驻菏泽县；辖菏泽县、定陶县、曹县、城武县、单县、金乡县、巨野县、郓城县、鄄城县计9县。
- “第三区行政督察区专员公署”，驻临沂县；辖临沂县、沂水县、郯城县、峄县、费县、莒县、日照县、蒙阴县计8县。
- “第四区行政督察区专员公署”，驻临清县；辖临清县、清平县、馆陶县、丘县、平原县、禹城县、齐河县、恩县、德县、高唐县、夏津县、武城县、长清县计13县。
- “第五区行政督察区专员公署”，驻惠民县；辖惠民县、阳信县、滨县、商河县、青城县、高苑县、桓台县、长山县、邹平县计9县。
- “第六区行政督察区专员公署”，驻聊城县；辖聊城县、博平县、茌平县、堂邑县、冠县、朝城县、观城县、濮县、范县、寿张县、阳谷县、莘县计12县。
- “第七区行政督察区专员公署”，驻牟平县；辖牟平县、荣成县、文登县、海阳县、福山县计5县。

七七事变后，日军进犯山东，山东省政府成立有鲁西、鲁北、胶东三个行署，并划分为十七个行政督察区，于民国二十七年(1938年)至三十一年(1942年)间，各区先后成立行政督察专员公署。全省共辖3个行署区，17个行政督察区，107个县：

- “第一行政督察区”，辖邹县、滕县、宁阳县、滋阳县、鱼台县计5县。
- “第二行政督察区”，辖济宁县、嘉祥县、巨野县、郓城县、寿张县、东平县、汶上县计7县。
- “第三行政督察区”，辖临沂县、蒙阴县、莒县、日照县、沂水县计5县。
- “第四行政督察区”，辖平原县、恩县、德县、禹城县、齐河县、长清县、丘县、高唐县、夏津县、武城县、临清县、清平县、馆陶县计13县。
- “第五行政督察区”，辖无棣县、利津县、霑化县、乐陵县、德平县、临邑县、陵县计7县。
- “第六行政督察区”，辖茌平县、博平县、堂邑县、冠县、阳谷县、莘县、朝城县、肥城县、平阴县、东阿县、聊城县计11县。
- “第七行政督察区”，辖荣成县、文登县、牟平县、福山县计4县。
- “第八行政督察区”，辖昌乐县、安丘县、益都县、临朐县、潍县计5县。
- “第九行政督察区”，辖栖霞县、蓬莱县、黄县、招远县计4县。
- “第十行政督察区”，辖滨县、阳信县、惠民县、商河县、青城县、高苑县、桓台县、长山县、邹平县计9县。
- “第十一行政督察区”，辖金乡县、单县、城武县、曹县计4县。
- “第十二行政督察区”，辖章丘县、历城县、齐东县、济阳县、淄川县、博山县、泰安县、莱芜县、新泰县计9县。
- “第十三行政督察区”，辖海阳县、莱阳县、即墨县、平度县、掖县计5县。
- “第十四行政督察区”，辖蒲台县、博兴县、广饶县、寿光县、临淄县计5县。
- “第十五行政督察区”，辖郯城县、峄县、费县、泗水县、曲阜县计5县。
- “第十六行政督察区”，辖菏泽县、定陶县、范县、濮县、观城县计5县。
- “第十七行政督察区”，辖昌邑县、胶县、高密县、诸城县计4县。

民国三十四年（1945年），鲁西、鲁北、胶东三个行署被撤销，设立鲁北、鲁西北、鲁西、鲁南、鲁中、鲁东6个政府办事处。与此同时，成立烟台行政区（隶属于第七区）、利广霑棣垦区（隶属于第五区）、临冠丘特区（隶属于第四区）。全省共辖6个政府办事处。17个行政督察区，107个县，1个行政区，2个特区。

- 鲁北“第一办事处”，领第五区、第十区、第十四区。
- 鲁西北“第二办事处”，领第四区、第六区。
- 鲁西“第三办事处”，领第二区、第十一区、第十六区。
- 鲁南“第四办事处”，领第一区、第三区、第十五区。
- 鲁中“第五办事处”，领第八区、第十二区、第十七区。
- 鲁东“第六办事处”，领第七区，第九区、第十三区。

日本投降后，民国三十五年（1946年）9月，济南市划入第十二行政督察区，专员公署改驻济南。民国三十六年（1947年）3～8月间，调整行政区划，撤销6个政府办事处，设鲁东、鲁西南2个行署。鲁东行署辖第七区、第十三区、第十七区等3个行政督察区；鲁西南行署辖第一区、第二区、第三区、第十一区、第十六区计5个行政督察区。撤销第九区、第十二区2个行政督察区，并调整了其余各区的区划。调整后全省共辖2个行署区，3个省辖市，15个行政督察区，107个县，1个设治局，1个垦区。：

- 滋阳县、曲阜县、邹县、滕县、泗水县、峄县、鱼台县等7县为“第一行政督察区”。
- 济宁县、嘉祥县、汶上县、东平县、巨野县、郓城县、寿张县等7县为“第二行政督察区”。
- 郯城县、临沂县、沂水县、日照县、费县、莒县等6县为“第三行政督察区”。
- 长清县、齐河县、平原县、禹城县、高唐县、丘县、馆陶县、临清县、武城县、德县、恩县、清平县、夏津县等13县为“第四行政督察区”。
- 乐陵县、德平县、霑化县、陵县、临邑县、商河县、阳信县、无棣县、利津县、惠民县、滨县等11县为“第五行政督察区”。
- 东阿县、平阴县、茌平县、阳谷县、冠县、朝城县、莘县、博平县、堂邑县、聊城县等10县为“第六行政督察区”。
- 福山县、海阳县、牟平县、荣成县、文登县等5县为“第七行政督察区”。
- 潍县、昌乐县、安丘县、益都县、临朐县、昌邑县等6县为“第八行政督察区”。
- 历城县、章丘县、淄川县、博山县、齐东县、长山县、济阳县、青城县、邹平县、高苑县等10县为“第十行政督察区”。
- 金乡县、曹县、单县、城武县等4县为“第十一行政督察区”。
- 即墨县、莱阳县、黄县、蓬莱县、招远县、栖霞县等6县为“第十三行政督察区”。
- 寿光县、临淄县、广饶县、博兴县、蒲台县等5县为“第十四行政督察区”。
- 泰安县、莱芜县、新泰县、宁阳县、肥城县、蒙阴县等6县为“第十五行政督察区”。
- 菏泽县、濮县、定陶县、观城县、范县等5县为“第十六行政督察区”。
- 胶县、高密县、平度县、诸城县、掖县等5县为“第十七行政督察区”。
- 济南市、烟台市、威海卫市、临冠丘设治局和利广霑棣垦区等为省辖地区。
- 青岛市为中央直辖，不在此列。

民国三十六年（1947年）6月，蒙阴县改名灵甫县。民国三十七年（1948年）3月，增设复兴县。6月，鲁东、鲁西南两个行署被撤销。行政督察区只有第一区、第二区、第三区、第四区、第五区、第八区、第十区、第十一区、第十四区、第十五区、第十六区等部分残留，其余各区均因其专员公署溃散而消亡。随着中华民国政府撤离山东，其余的专员公署也随之消亡。

## 共和国时期（包括中共早期政权）
1938年7月开始，中国共产党就已经逐步在山东发展抗日民主政府。1945年8月，中共下辖的山东部分解放区成立了山东省政府，下设5个行政公署，共辖21个专区行政公署、119个县。1949年3月，山东省政府改称山东省人民政府；4月5日，迁驻济南；6月20日，山东全境解放。
1941年10月，中共政权将津浦（今京沪）铁路以西之鲁西地区与冀鲁豫边区合并，隶属于晋冀鲁豫边区政府，不再属山东行政区。1948年8月，中共撤销边区，原冀鲁豫边区鲁境除济宁、泰西两区划归山东省鲁中南行政区外，其余划属平原省。1949年3月，山东省下辖14个市（包括济南、青岛、徐州、潍坊4个省辖市）、140个县、2个办事处、2个特区。
至1949年底，山东省共辖4个省辖市、1个省直辖工矿特区、1个省直辖专区、3个行政区；3个行政区分辖15个专区、4个行政区直辖市、9个专区辖市、137个县、3个县级办事处、1个县级特区。下辖今山东省大部及今江苏北部的部分地区，但今属山东省的聊城、菏泽等地属平原省。
| 省辖区划                           | 专区                         | 驻地   | 县区（驻地） |
| ---------------------------------- | ---------------------------- | ------ | --- |
| 省辖市、省辖工矿区及省辖专区       | 济南市 （11区）              |        | 第一区、第二区、第三区、第四区、第五区、第六区、第七区、第八区、第九区、第十区、第十一区 |
| 省辖市、省辖工矿区及省辖专区       | 青岛市 （7区）               |        | 市南区、市北区、台西区、台东区、四沧区、李村区、浮山区 |
| 省辖市、省辖工矿区及省辖专区       | 徐州市 （6区、1县）          |        | 第一区、第二区、第三区、第四区、第五区、第六区、铜山县（贾旺） |
| 省辖市、省辖工矿区及省辖专区       | 潍坊市 （5区）               |        | 第一区、第二区、第三区、第四区、第五区 |
| 省辖市、省辖工矿区及省辖专区       | 淄博工矿区 （3市、2县）      | 博山市 | 博山市、淄博市、张周市、淄川县（淄川）、博山县（源泉） |
| 省辖市、省辖工矿区及省辖专区       | 昌潍专区 （9县）             | 益都县 | 益都县（城关镇）、丘南县（雹泉）、潍县（望留）、昌乐县（城关镇）、益临县（郑母村）、淮安县（景芝镇）、安丘县（城关镇）、寿南县（寒桥）、临朐县（城关镇）                                                                                       |
| 渤海行政区 （1市、4专区） 驻惠民县 | 德州市                       | 德州市 | 德州市 |
| 渤海行政区 （1市、4专区） 驻惠民县 | 垦利专区 （9县）             | 惠民县 | 惠民县（城关镇）、利津县（城关镇）、海滨县（北集村）、无棣县（城关镇）、滨县（城关镇）、垦利县（陈家庄）、沾化县（城关镇）、阳信县（城关镇）、蒲台县（高庙李村）                                                                               |
| 渤海行政区 （1市、4专区） 驻惠民县 | 清河专区 （1市、11县）       | 桓台县 | 羊口市、桓台县（桓台镇）、长山县（长山）、博兴县（城关镇）、高青县（田镇）、章历县（章丘城）、寿光县（上口）、广饶县（城关镇）、齐东县（麻姑堂）、临淄县（城关镇）、益寿县（孙家庄）、邹平县（城关镇）                                         |
| 渤海行政区 （1市、4专区） 驻惠民县 | 泺北专区 （13县）            | 临邑县 | 临邑县（城关镇）、德县（德州市）、齐禹县（齐河城关）、商河县（城关镇）、德平县（德平）、平原县（城关镇）、济阳县（城关镇）、惠济县（仁凤镇）、陵县（城关镇）、河西县（赵官镇）、齐河县（孙耿）、平北县（王明川村）、禹城县（城关镇）           |
| 渤海行政区 （1市、4专区） 驻惠民县 | 沧南专区 （7县）             | 南皮县 | 南皮县（城关镇）、东光县（城关镇）、乐陵县（城关镇）、庆元县（城关镇）、盐山县（城关镇）、吴桥县（城关镇）、宁津县（城关镇） |
| 胶东行政区 （1市、5专区） 驻莱阳县 | 烟台市                       | 烟台市 | 烟台市 |
| 胶东行政区 （1市、5专区） 驻莱阳县 | 南海专区 （8县、1办事处）    | 即墨县 | 即东县（店集）、五龙县（团旺）、莱东县（城关镇）、平南县（蓼兰镇）、即墨县（城关镇）、莱西南县（夏格庄）、莱西县（水集镇）、平东县（南村）、崂山办事处（毕村）                                                                                 |
| 胶东行政区 （1市、5专区） 驻莱阳县 | 北海专区 （1市、7县、1特区） | 黄县   | 龙口市、黄县（城关镇）、栖霞县（城关镇）、招北县（杜家）、蓬莱县（城关镇）、福山县（城关镇）、招远县（城关镇）、栖东县（马连冢）、长山岛特区（连城村）                                                                                         |
| 胶东行政区 （1市、5专区） 驻莱阳县 | 东海专区 （2市、7县）        | 昆嵛县 | 威海市、石岛市、文登县（大水泊）、昆嵛县（汪疃）、海阳县（东村镇）、荣成县（崖头镇）、牟平县（城关镇）、乳山县（夏村）、牙前县（桃村） |
| 胶东行政区 （1市、5专区） 驻莱阳县 | 滨北专区 （8县）             | 胶县   | 胶县（城关镇）、藏马县（泊里）、高密县（城关镇）、胶河县（铺集）、莒北县（贾悦）、胶南县（王戈庄镇）、五莲县（洪凝镇）、诸城县（城关镇） |
| 胶东行政区 （1市、5专区） 驻莱阳县 | 西海专区 （8县）             | 平度县 | 平度县（城关镇）、潍南县（涌泉村）、掖南县（湾头村）、昌南县（饮马村）、昌邑县（城关镇）、潍北县（杨孟村）、平西县（昌里）、掖县（城关镇） |
| 鲁中行政区 （6专区） 驻临沂县      | 滨海专区 （1市、8县）        | 临沂县 | 新海连市、临沂县（城关镇）、临沭县（夏庄镇）、竹庭县（青口镇）、莒南县（十字路镇）、郯城县（城关镇）、东海县（东石榴村）、日照县（城关镇）、莒县（城关镇）                                                                                     |
| 鲁中行政区 （6专区） 驻临沂县      | 沂蒙专区 （6县）             | 沂水县 | 沂水县（城关镇）、蒙阴县（城关镇）、莒沂县（杨家城子）、沂南县（界湖镇）、沂源县（南麻镇）、蒙山县（西荆埠） |
| 鲁中行政区 （6专区） 驻临沂县      | 台枣专区 （12县、2办事处）   | 峄县   | 峄县（城关镇）、沛县（城关镇）、铜北县（郑集）、费县（埠下）、华山县（戴陶楼）、丰县（城关镇）、苍山县（卞庄镇）、麓水县（马庄）、临城县（临城镇）、邳县（城关镇）、赵镈县（漫子）、兰陵县（台儿庄）、枣庄办事处（枣庄镇）、湖区办事处（夏镇） |
| 鲁中行政区 （6专区） 驻临沂县      | 尼山专区 （1市、9县）        | 滕县   | 济宁市、济北县（戴庄）、平邑县（平邑镇）、白彦县（东山亭村）、滋阳县（兖州）、滕县（城关镇）、凫山县（大坞村）、泗水县（城关镇）、曲阜县（城关镇）、邹县（城关镇）                                                                             |
| 鲁中行政区 （6专区） 驻临沂县      | 泰西专区 （6县）             | 肥城县 | 肥城县（城关镇）、东平县（城关镇）、汶上县（城关镇）、宁阳县（城关镇）、长清县（城关镇）、平阴县（城关镇） |
| 鲁中行政区 （6专区） 驻临沂县      | 泰山专区 （6县）             | 泰安县 | 泰安县（城关镇）、莱芜县（城关镇）、泰宁县（楼德镇）、章丘县（埠村）、历城县（王舍人庄）、新泰县（城关镇） |

1950年，裁撤3个行政区，将16个专区合并为滕县、临沂、泰安等11个专区。1952年，平原省撤销，东部划归山东；原河北省的5个县划归山东；同时原归山东部分县划归河北和江苏。1953年到1965年，滕县、莱阳专区分别更名为济宁、烟台专区；撤销湖西和沂水专区；淄博工矿区改为市，设枣庄市；河南东明县，河北宁津、庆云县划归山东；山东范县划归河南，馆陶划归河北。1967年，专区更名为地区，此时全省共辖德州、惠民、昌潍等9个地区，济南、青岛、淄博、枣庄4个省辖市。1981年至1992年，昌潍更名为潍坊；设立东营市；烟台、潍坊、济宁、泰安地改市；威海、日照、莱芜升级为地级市；惠民更名为滨州。1994年至2000年，临沂、德州、聊城、滨州和菏泽相继地专级，至此全省划分为济南、青岛、淄博、枣庄、东营、烟台、潍坊、济宁、泰安、威海、日照、莱芜、临沂、德州、聊城、滨州、菏泽17个地级市。2019年，撤销莱芜市，所辖区域划归济南市管辖，山东全省划分为16个地级市。

### 引用
1. 1 2 3  . 大众网. 2003-11-21  [2012-04-21]. （原始内容存档于2012-04-19）.
2. ↑  . 山东省人民政府. 山东省民政厅. 2015-02-15  [2016-11-28]. （原始内容存档于2016-11-29）.
3. ↑  . 新华网.   [2019-01-09]. （原始内容存档于2019-01-09）.